# آمیبا
آمیبا دهستانی در استان آستوریاس اسپانیا است.
در این دهستان ۸۸۹ نفر زندگی می‌کنند. مساحت این دهستان ۱۱۳٫۹۰ کیلومتر مربع است.